# Kulturåret 1775

## Händelser
- 13 januari – Wolfgang Amadeus Mozarts opera La finta giardiniera har urpremiär i München.
- 23 april – Wolfgang Amadeus Mozarts opera Il re pastore (Herdekungen) har urpremiär i Salzburg.
- okänt datum – Bygget av det första riktiga operahuset i Sverige börjar i Stockholm.[1]
- okänt datum – Molières pjäs Tartuffe eller den skenhelige (Le Tartuffe ou l'imposteur) har sverigepremiär.

## Födda
- 23 april – William Turner (död 1851), brittisk konstnär.
- 15 juni – Carlo Porta (död 1821), italiensk diktare.
- 15 juli – Richard Westmacott (död 1856), brittisk skulptör.
- 12 augusti – Malthe Conrad Bruun (död 1826), dansk politisk författare och geograf.
- 26 september – Sven Peter Bexell (död 1864), svensk kulturhistoriker.
- 15 oktober – Bernhard Crusell (död 1838), finlandssvensk tonsättare och klarinettist.
- 16 december – Jane Austen (död 1817), brittisk författare.
- 16 december – François Adrien Boieldieu (död 1834), fransk tonsättare.
- okänt datum – Anette Hasselgren (död 1841), svensk konstnär.

## Avlidna
- 21 oktober – François-Hubert Drouais (född 1727), fransk porträttmålare.
- okänt datum – Chiyo (född 1703), japansk haikupoet.